# جورج بيترسن (سياسي نيوزيلندي)
جورج بيترسن (بالإنجليزية: George Conrad Petersen)‏ هو مؤرخ ومحامي وسياسي نيوزيلندي، ولد في 1900، وتوفي في 1978.